# Gamanthus ferganicus
Gamanthus ferganicus är en amarantväxtart som beskrevs av Modest Mikhaĭlovich Iljin. Gamanthus ferganicus ingår i släktet Gamanthus och familjen amarantväxter. Inga underarter finns listade i Catalogue of Life.